# Lisa Fischer
Lisa Fischer (New York, 1958. december 1. –) Grammy-díjas amerikai énekesnő, dalszerző. Sikert aratott 1991-es debütáló albumával, a So Intense-vel. Számos híres művész, köztük Sting, Luther Vandross és Tina Turner háttérénekese volt. 1989-2015 között turnézott a The Rolling Stones-szal. Az 1980-as években tagja volt a The Marvelettes amerikai énekegyüttesnek. Húsz éven át énekelt Luther Vandross együttesében is. Zenei gyökerei: R&B, rock, soul, afrikai és karibi zene, dzsessz-sztenderd. Az egyik legjobb vokálénekes.

## Pályakép
Lisa Fischer a New York Brooklyn negyedében született. Édesanyja 16 évesen szülte meg, és 19 éves korára összesen három gyermeke volt. Fischer és családja gyermekkora egy szakaszában jóléti támogatásokból és élelmiszerjegyekből élt.
Fischer a The High School of Music & Art in Manhattan iskolában tanult. Az éneklés iránti szeretetre a háziasszony édesanyja bátorította. Apja raktáros és biztonsági tiszt volt. Amikor 14 éves volt, meghalt az apja, és 17 éves korában pedig az édesanyja halt meg.
Pályafutása kezdete óta Fischer elsősorban háttérénekesként dolgozott, és olyan zenészekkel, sztárokkal, mint Billy Greene, Melba Moore, Tina Turner, Chaka Khan, Nine Inch Nails, Sting, Aretha Franklin, Bobby McFerrin, George Benson, Diana Ross, Laurie Anderson, Teddy Pendergrass, Dionne Warwick, Grover Washington, Billy Ocean, Al Jarreau, Patti LaBelle és mások. 1989-től rendszeresen fellépett a Rolling Stones turnéin.
Fischer időközben többször is megpróbált egyedül dolgozni. 1992-ben elnyerte a Grammy-díjat a legjobb női R&B-előadás kategóriában a „How Can I Ease the Pain” című dallal (So Intense című album). 1993-ban elénekelte a „Colors of Love” című dalt, amely a Made in America című film soundtrack albumán jelent meg. Az 1990-es évek közepén ismét stúdióénekesként dolgozott.
2013-ban Fischer karrierjén váratlan fejlemény volt a „20 Feet from Stardom” című Oscar-díjas dokumentumfilm, amely egy a háttérénekes munkájáról szólt.
2016. óta saját zenekarával, a „Grand Baton”-nal turnézik.

## Albumok
- 1990-91: So Intense

### The Rolling Stones
- 1989: Steel Wheels
- 1991: Flashpoint (Live)
- 1994: Voodoo Lounge
- 1995: Stripped (Live)
- 1997: Bridges to Babylon
- 1998: No Security (Live)
- 2002: Forty Licks
- 2003: Four Flicks (4-DVD Set)
- 2004: Live Licks (Live)
- 2007: The Biggest Bang (4-DVD-Set)
- 2008: Shine a Light (mozifilm, r.: Martin Scorsese)
- 2013: Hyde Park Live
- 2014: 14 On Fire

### Egyebek
- 2000: Tina Turner − One Last Time Live In Concert, London
- 2004: Chuck Leavell − What’s In That Bag?
- 2005: Tim Ries − The Rolling Stones Project
- 2006: Bernard Fowler − Friends With Privileges
- 2009: Tina Turner Tour − Live In Concert
- 2010: VOCAbuLaries − CD-Projekt: Roger Treece, Bobby McFerrin (és 50 énekes, táncos)

## Filmek
| Év   | Film                                                              | Műfaj          | Szerep             |
| ---- | ----------------------------------------------------------------- | -------------- | ------------------ |
| 2008 | Shine a Light (film)                                              | dokumentumfilm | sajátmaga          |
| 2013 | 20 Feet from Stardom                                              | dokumentumfilm | sajátmaga          |
| 2017 | Every Night's a Saturday Night                                    | dokumentumfilm | sajátmaga          |
| 2017 | The Rolling Stones: Sticky Fingers Live at The Fonda Theatre 2015 | dokumentumfilm | sajátmaga          |
| 2018 | Notes From the Field                                              | tévéfilm       | előadó, zeneszerző |

## Díjak
- 1992: Soul Train Music Awards for Best R&B/Soul Single (How Can I Ease the Pain)
- 1992: Grammy-díj − Best Female R&B Vocal (How Can I Ease the Pain)
- 2014: Grammy-díj − Best Music Film (20 Feet from Stardom)

## Fordítás
Ez a szócikk részben vagy egészben  a   Lisa Fischer című német Wikipédia-szócikk ezen változatának fordításán alapul.  Az eredeti cikk szerkesztőit annak laptörténete sorolja fel. Ez a jelzés csupán a megfogalmazás eredetét és a szerzői jogokat jelzi, nem szolgál a cikkben szereplő információk forrásmegjelöléseként.